# Петар Бјелица
Петар Р. Бјелица је био научни саветник и истакнути југословенски стручњак за регионални развој.

## Биографија
Рођен је 1936. године у Јовиним Ливадама код Прокупља. Завршио је прокупачку Државну реалну гимназију. Дипломирао је на Економском факултету Универзитета у Београду 1960. на којем је и докторирао 1966, а научни саветник је постао 1979. Специјализовао је развојну политику на Универзитету државе Вашингтон у Сијетлу 1963-1964. Био је директор (1981-1991) и председник Управног одбора (1989-1994) београдског Економског института (претходно Института за економику индустрије), најпознатије истраживачке институције у Југославији. Економски институт 1991, за време његовог мандата, потписује уговор о стратешком партнерству и заједничком улагању са Дилојт Тушом (Deloitte Touche), једном од највећих светских ревизорских и консултантских компанија чиме је Дилојт постао прва компанија те врсте у Југославији.
Највећи део своје професионалне каријере Петар Р. Бјелица је посветио регионалном развоју у Србији и Југославији, а посебно развоју руралних и слабо развијених подручја. Сарађивао је са Светском банком.
Петар Бјелица је преминуо 2004. године.

## Дела
Аутор је 6 књига и 101 студије.
Аутор је следећих књига и научних студија:
- Село Србије и његове перспективе (2000),
- Концепција дугорочног развоја Топлице (1991),
- Основни правци промена структуре привреде СР Србије (1991),
- Регионални развој индустрије СР Србије (1987),
- Програм дугорочног развоја подручја Копаоник (1985),
- Програм дугорочног развоја Подрињско-колубарског региона (1981).